# 高邮市人民医院
高邮市人民医院，是中国江苏省的一所医院，为二级甲等医院，位于高邮市府前街116号。

## 规模
高邮市人民医院总床位340张，日门诊量689人次。